# Cunegunda d'Austràsia
Cunegunda (vers 771, morta després del 822) fou una princesa carolíngia filla de Carloman I rei dels Francs, i de la princesa d'origen franc Gerberga. Es va casar vers 786/796 amb el comte Guillem I de Tolosa el Sant, i van tenir tres fills:
- Berà de Barcelona (?-844), comte de Barcelona.
- Gualdrada (Waldrada), possible comtessa consort de Wormsgau esposa del comte Robert III, morta vers 834
- Gerberga o Herberga (?-834), monja, tirada al riu Saona per orde de Lotari I

Hi ha la possibilitat que fos la mare de Cunegunda d'Itàlia, reina d'Itàlia (nascuda vers 797, morta 15 de juny de 835, però d'ascendència incerta). Vers el 813 Bernard d'Itàlia estava casat amb una dona anomenada Cunegunda d'origen desconegut, però com que el seu nom coincideix amb el de l'esposa de Guillem I de Tolosa o Guillem de Gel·lona, se suposa que podia ser una filla petita d'aquesta (aquesta filla el 813 tindria entre 23 i 26 anys, però el seu marit seria més jove cosa poc probable). Les teories presenten seriosos dubtes: Sant Guillem va néixer el 768 i s'hauria casat vers el 788 en primeres noces amb Cunegunda que tindria aleshores uns 17 anys; el matrimoni va tenir tres o més fills; la suposada segona esposa de Guillem, Guitburga d'Hornbach, va morir abans del 803, i se li atribueixen almenys nou fills, per tant el matrimoni amb Cunegunda s'havia d'acabar vers 790/792 i després Guitburga hauria tingut gairebé un fill per any. No se sap quina de les dues esposes era la mare de cada fill, però per exemple Berà I i Bernat de Septimània, enemics polítics, haurien de ser germanastres per trencar així els llaços de sang. Romil·la, una filla que es va casar amb Berà I, també havia de ser de diferent mare (un matrimoni entre germans no hagués estat acceptable). Un fill de nom Heribert se suposa que podria ser fill de Cunegunda, ja que el nom Heribert es repeteix en els descendents de Bernard d'Itàlia, però la seva filiació política el fan un candidat més probable a ser germà de Bernat de Septimània (nascut vers 800, mort 844) i ambdós fills de Guitburga. De moment les incògnites persisteixen.

## Nota
1. ↑  De fet l'orde dels matrimonis no se sap ja que una vegada esmenta a Cunegunda com a primera dona i altra vegada a Guitburga